# UCI Africa Tour de 2016
O UCI Africa Tour 2016 é a décima segunda edição do calendário ciclístico internacional africano. Inicia-se a 18 de janeiro de 2016 com a Tropicale Amissa Bongo e finaliza a 20 de novembro do mesmo ano em Ruanda, com o Tour de Ruanda, ainda que o calendário poderia ter modificações ao longo da temporada com a inclusão de novas carreiras.

## Equipas
As equipas que podem participar nas diferentes carreiras dependem da categoria das mesmas. A maior nível de uma carreira podem participar equipas a mais nível. As equipas UCI ProTeam, só podem participar das carreiras .1 mas têm cota limitada para competir, e os pontos que conseguem os seus ciclistas não vão à classificação.
| Categoria | Categoria                     | Equipas                                                                                            |
| --------- | ----------------------------- | -------------------------------------------------------------------------------------------------- |
| .1        | 1.1 (Carreira de um dia)      | * ProTeam (max 50%) * Profissionais Continentais * Continentais * Selecções nacionais              |
| .1        | 2.1 (Carreira de vários dias) | * ProTeam (max 50%) * Profissionais Continentais * Continentais * Selecções nacionais              |
| .2        | 1.2 (Carreira de um dia)      | * Profissionais Continentais * Continentais * Selecções nacionais * Selecções regionais * Amadoras |
| .2        | 2.2 (Carreira de vários dias) | * Profissionais Continentais * Continentais * Selecções nacionais * Selecções regionais * Amadoras |

## Calendário
As seguintes são as carreiras que compõem o calendário UCI Africa Tour aprovado pela UCI

### Janeiro
| Data  | Carreira               | Cat. | Ganhador     | Equipa         |
| ----- | ---------------------- | ---- | ------------ | -------------- |
| 18-24 | Tropicale Amissa Bongo | 2.1  | Adrien Petit | Direct Énergie |

### Fevereiro
| Data | Carreira                                       | Cat. | Ganhador                                                                | Equipa                      |
| ---- | ---------------------------------------------- | ---- | ----------------------------------------------------------------------- | --------------------------- |
| 22   | Campeonato Africano Contrarrelógio por Equipas | CC   | Elias Afewerki Mekseb Debesay Amanuel Gebreigzabhier Tesfom Okubamariam | Equipa nacional da Eritreia |
| 24   | Campeonato Africano Contrarrelógio Sub-23      | CC   | Valens Ndayisenga                                                       | Equipa nacional da Ruanda   |
| 24   | Campeonato Africano Contrarrelógio             | CC   | Mouhssine Lahsaini                                                      | Equipa nacional de Marrocos |
| 26   | Campeonato Africano em Estrada Sub-23          | CC   | Amanuel Gebreigzabhier                                                  | Equipa nacional da Eritreia |
| 26   | Campeonato Africano em Estrada                 | CC   | Tesfom Okubamariam                                                      | Equipa nacional da Eritreia |

### Março
| Data  | Carreira                               | Cat. | Ganhador             | Equipa                      |
| ----- | -------------------------------------- | ---- | -------------------- | --------------------------- |
| 4     | Circuito da Argélia                    | 1.2  | Jesús Alberto Rubio  | Al Nasr-Dubai               |
| 5-7   | Tour de la Wilaya d'Oran               | 2.2  | Luca Wackermann      | Al Nasr-Dubai               |
| 8     | Grande Prêmio de Oran                  | 1.2  | Tomas Vaitkus        | Al Nasr-Dubai               |
| 10-12 | Tour de Blida                          | 2.2  | Luca Wackermann      | Al Nasr-Dubai               |
| 12-20 | Tour dos Camarões                      | 2.2  | Mohmed Amine Errafai | Equipo nacional de Marrocos |
| 13-16 | Tour de Sétif                          | 2.2  | Essaïd Abelouache    | Al Nasr-Dubai               |
| 17    | Critérium Internacional de Sétif       | 1.2  | Adil Barbari         | Al Nasr-Dubai               |
| 19-22 | Tour de Annaba                         | 2.2  | Luca Wackermann      | Al Nasr-Dubai               |
| 23-25 | Tour de Constantino                    | 2.2  | Tomas Vaitkus        | Al Nasr-Dubai               |
| 26    | Critérium Internacional de Constantino | 1.2  | Joseph Areruya       | Equipa nacional da Ruanda   |
| 28    | Critérium Internacional de Blida       | 1.2  | Nassim Saidi         | Al Marakeb                  |

### Abril
| Data  | Carreira                         | Cat. | Ganhador           | Equipa                               |
| ----- | -------------------------------- | ---- | ------------------ | ------------------------------------ |
| 1-10  | Tour de Marrocos                 | 2.2  | Stefan Schumacher  | Christina Jewelry                    |
| 16    | Fenkil Northen Red Sea Challenge | 1.2  | Michael Habtom     | Equipa nacional da Eritreia          |
| 17    | Circuito de Massawa              | 1.2  | Tesfom Okubamariam | Sharjah Team                         |
| 19-23 | Tour da Eritreia                 | 2.2  | Merhawi Goitom     |                                      |
| 23-30 | Tour do Senegal                  | 2.2  | Abdallah Benyoucef | Groupement Sportif Pétrolier Algérie |
| 24    | Circuito de Asmara               | 1.2  | Yonas Fissahaye    |                                      |

### Maio
| Data  | Carreira                                      | Cat. | Ganhador              | Equipa            |
| ----- | --------------------------------------------- | ---- | --------------------- | ----------------- |
| 5     | Challenge du Prince-Trophée Princier          | 1.2  | Thomas Vaubourzeix    | Lupus Racing Team |
| 7     | Challenge du Prince-Trophée de l'Anniversaire | 1.2  | Soufiane Sahbaoui     |                   |
| 8     | Challenge du Prince-Trophée da Maison Royale  | 1.2  | Mouhssine Lahsaini    |                   |
| 21-24 | Volta à Tunísia                               | 2.2  | Abderrahmane Mansouri | Sharjah Team      |

### Agosto
| Data | Carreira        | Cat. | Ganhador     | Equipa              |
| ---- | --------------- | ---- | ------------ | ------------------- |
| 28-2 | Tour da Etiópia | 2.2  | Tedros Redae | Selecção da Etiópia |

### Setembro
| Data  | Carreira                                 | Cat. | Ganhador           | Equipa |
| ----- | ---------------------------------------- | ---- | ------------------ | ------ |
| 24-30 | Tour da Reconciliação da Costa do Marfim | 2.2  | Mohcine El Kouraji |        |

### Outubro
| Data  | Carreira                      | Cat. | Ganhador        | Equipa |
| ----- | ----------------------------- | ---- | --------------- | ------ |
| 12-16 | Grande Prêmio de Chantal Biya | 2.2  | Martial Roman   |        |
| 28-6  | Tour de Faso                  | 2.2  | Harouna Ilboudo |        |

### Novembro
| Data  | Carreira       | Cat. | Ganhador          | Equipa                     |
| ----- | -------------- | ---- | ----------------- | -------------------------- |
| 13-20 | Tour de Ruanda | 2.2  | Valens Ndayisenga | Dimension Data for Qhubeka |

## Classificações parciais
- Nota: As classificações parciais (Agosto) até momento são:[3]

### Individual
Integram-na todos os ciclistas que consigam pontos podendo pertencer tanto a equipas amadoras como profissionais, inclusive as equipas UCI WorldTeam.
| Posição | Ciclista              | Pontos |
| ------- | --------------------- | ------ |
| 1.º     | Tesfom Okubamariam    | 432    |
| 2.º     | Adil Barbari          | 284    |
| 3.º     | Soufiane Haddi        | 281    |
| 4.º     | Abderrahmane Mansouri | 244    |
| 5.º     | Mouhcine Lahsaini     | 219    |
| 6.º     | Essaïd Abelouache     | 218    |
| 7.º     | Luca Wackermann       | 212    |
| 8.º     | Youcef Reguigui       | 200    |
| 9.º     | Elyas Afewerki        | 192    |
| 10.º    | Tomas Vaitkus         | 180    |

| 11.º |
| 12.º |
| 13.º |
| 14.º |
| 15.º |
| 16.º |
| 17.º |
| 18.º |
| 19.º |
| 20.º |

### Equipas
A partir de 2016 e devido a mudanças regulamentares, todas as equipas profissionais entram nesta classificação, inclusive os UCI WorldTeam que até à temporada anterior não pontuavam. Se confeciona com o somatório de pontos que obtenha uma equipa com os seus 8 melhores corredores na classificação individual. A classificação também a integram equipas que não estejam registados no continente.
| Posição | Equipa         | Pontos |
| ------- | -------------- | ------ |
| 1.º     | Al Nasr-Dubai  | 1034   |
| 2.º     | Sharjah Team   | 1027   |
| 3.º     | SkyDive Dubai  | 588    |
| 4.º     | Dimension Data | 457    |
| 5.º     | Direct Énergie | 214    |

| 6.º  |
| 7.º  |
| 8.º  |
| 9.º  |
| 10.º |

### Países
Se confeciona mediante os pontos dos 10 melhores ciclistas de um país, não só os que consigam neste Circuito Continental, sina também os conseguidos em todos os circuitos. E inclusive se um corredor de um país deste circuito, só consegue pontos em outro circuito (Europa, Ásia, America, Oceania), seus pontos vão a esta classificação.
| Posição | País          | Pontos |
| ------- | ------------- | ------ |
| 1.º     | Eritreia      | 1531   |
| 2.°     | Argélia       | 1336   |
| 3.º     | Marrocos      | 1277   |
| 4.º     | África do Sul | 884    |
| 5.º     | Ruanda        | 502    |

| 6.º  | Tunísia         | 404    |
| 7.º  | Etiópia         | 343    |
| 8.º  | Egito           | 164,32 |
| 9.º  | Namíbia         | 142    |
| 10.º | Costa do Marfim | 81     |

### Países sub-23
| Posição | País     | Pontos |
| ------- | -------- | ------ |
| 1.º     | Eritreia | 586    |
| 2.º     | Argélia  | 548    |
| 3.º     | Marrocos | 333,33 |
| 4.º     | Ruanda   | 314    |
| 5.º     | Tunísia  | 189    |

## Evolução das classificações
| Data            | Classificação individual | Classificação por equipas | Classificação por países | Classificação por países sub-23 |
| --------------- | ------------------------ | ------------------------- | ------------------------ | ------------------------------- |
| 31 de janeiro   | Adrien Petit             | Direct Énergie            | Marrocos                 | Eritreia                        |
| 29 de fevereiro | Tesfom Okubamariam       | Team Dimension Data       | Eritreia                 | Eritreia                        |
| 31 de março     | Tesfom Okubamariam       | Al Nasr-Dubai             | Argélia                  | Eritreia                        |
| 30 de abril     | Tesfom Okubamariam       | Al Nasr-Dubai             | Eritreia                 | Eritreia                        |
| 31 de maio      | Tesfom Okubamariam       | Al Nasr-Dubai             | Eritreia                 | Eritreia                        |
| 30 de junho     | Tesfom Okubamariam       | Al Nasr-Dubai             | Eritreia                 | Eritreia                        |
| 31 de julho     | Tesfom Okubamariam       | Al Nasr-Dubai             | Eritreia                 | Eritreia                        |
| 31 de agosto    | Tesfom Okubamariam       | Al Nasr-Dubai             | Eritreia                 | Eritreia                        |
| 30 de setembro  | Tesfom Okubamariam       | Al Nasr-Dubai             | Eritreia                 | Eritreia                        |
| 31 de outubro   | Tesfom Okubamariam       | Al Nasr-Dubai             | Eritreia                 | Eritreia                        |
| 30 de novembro  | Tesfom Okubamariam       | Al Nasr-Dubai             | Eritreia                 | Eritreia                        |
| Final           | Tesfom Okubamariam       | Al Nasr-Dubai             | Eritreia                 | Eritreia                        |